# Everybody Loves a Happy Ending
Everybody Loves a Happy Ending es el sexto álbum de estudio de la banda británica Tears for Fears, publicado el 14 de septiembre de 2004 en Estados Unidos y el 7 de marzo de 2005 en el Reino Unido y resto de Europa. Fue publicado nueve años después del último trabajo en estudio de la banda, Raoul and the Kings of Spain, y fue el primer álbum con los músicos originales Roland Orzabal y Curt Smith juntos desde The Seeds of Love de 1989.

## Lista de canciones
| N.º | Título                           | Escritor(es)           | Duración |  |
| 1.  | «Everybody Loves a Happy Ending» | Orzabal, Smith, Pettus | 4:21     |  |
| 2.  | «Closest Thing to Heaven»        | Orzabal, Smith, Pettus | 3:36     |  |
| 3.  | «Call Me Mellow»                 | Orzabal, Smith, Pettus | 3:39     |  |
| 4.  | «Size of Sorrow»                 | Orzabal                | 4:43     |  |
| 5.  | «Who Killed Tangerine?»          | Orzabal, Smith, Pettus | 5:33     |  |
| 6.  | «Quiet Ones»                     | Orzabal                | 4:22     |  |
| 7.  | «Who You Are»                    | Smith, Pettus          | 3:41     |  |
| 8.  | «The Devil»                      | Orzabal                | 3:30     |  |
| 9.  | «Secret World»                   | Orzabal                | 5:12     |  |
| 10. | «Killing with Kindness»          | Orzabal, Smith, Pettus | 5:25     |  |
| 11. | «Ladybird»                       | Orzabal, Smith, Pettus | 4:50     |  |
| 12. | «Last Days on Earth»             | Orzabal, Smith, Pettus | 5:41     |  |

## Créditos
- Roland Orzabal - guitarra, teclados, voz
- Curt Smith - bajo, teclados, voz
- Charlton Pettus - teclados
- Fred Eltringham - batería